# Product Look-Up
Product Look-Up ou simplificadamente PLU é um conjunto de números, muito utilizado na Europa e Estados Unidos, por supermercados, para a venda de produtos a granel, tais como legumes, verduras e frutas.